# Scene of "新世界"
『Scene of "新世界"』（シーン・オブ・しんせかい）は、ACIDMANのビデオクリップ集及びドキュメンタリービデオである。

## 収録曲

### DISC1
- ACIDMAN ケニア＆タンザニア寄稿
- to live (Music Video)

### DISC2
- アルケミスト
- 新世界
- 風追い人(前編)
- scene to ALCHEMIST in Morocco
- Document 2012